# Kostel svatého Antonína Poustevníka (Nový Hradec Králové)
Kostel svatého Antonína Poustevníka je barokní kostel na Svatováclavském náměstí v Novém Hradci Králové, vystavěný v letech 1769–1772. Jeho vzhled je značně ovlivněn přestavbou z 90. let 20. století. Je chráněn jako kulturní památka České republiky.

## Historie
V době příprav přestavby města Hradce Králové (před rokem 1766) na pevnost bylo zbořeno celé Slezské Předměstí a současně i dva kostely – svatý Antonín Poustevník a svatý Jakub. K osídlení bylo vybráno návrší nad městem, Jánský vršek, pojmenovaný podle poměrně malého dřevěného kostelíka svatého Jana Křtitele na poušti. Lokalita, která dostala jméno Nový Hradec Králové, ležela na významné silnici z Hradce Králové do Holic. Nárůstu obyvatel nemohl kostelík postačovat a proto bylo rozhodnuto o výstavbě nového. K jeho stavbě bylo použito materiálu ze zbořených kostelů, a rovněž inventář (dva zvony, dva oltáře a varhany) pochází z těchto kostelů. Stavbou byl pověřen hradecký stavitel František Kermer.

## Specifikace stavby
Osa kostela je rovnoběžná se zmíněnou silnicí, kněžiště leží na jihu. K severu obrácené hlavní průčelí je poněkud vyduté, členěné dvěma páry toskánských pilastrů na společných podstavcích. Rohy průčelí jsou tvořeny třičtvrtěsloupy, které společně s pilastry nesou mocnou římsu s triglyfy; ty jsou nad sloupy a pilastry nahrazeny konzolami. Nad celým průčelím se zvedá zalamovaný štít s eliptickým oknem ve středu. Kolem věže na obou průčelních přístavcích, schodišti a kapli Božího hrobu, se táhne ve výši štítu vysoká, plná atika, na níž stojí v severním průčelí čtyři vázy s plameny. Z průčelí vystupující věž má v patře na rozích po barokním pilastru a zprohýbanou hlavní římsu, pod níž jsou na všech čtyřech stranách věže ciferníky hodin. Střecha věže se vyvíjí v osmibokou cibuli, která je i s lucernou kryta plechem. Kryt ostatních částí kostela byl taškový, po rekonstrukci kostela pálenou krytinu nahradil kanadský šindel.
Loď je širší než hlavní průčelí, s nímž je spojena vydutými oblouky. Uprostřed podélných fasád lodi je rizalit s bočními vchody do lodi, završený trojúhelným štítem, jehož spodní strana, ve středu podepřená velkou závitovou konzolou, navazuje na okapovou římsu kostela. Kněžiště o jednom poli má okosené rohy, navazuje na něj do osy kostela situovaná sakristie. Kostel má celkem čtyři vchody. Hlavní je v hlavním průčelí pod věží, boční jsou v rizalitech ve středech bočních průčelí, čtvrtý je v jižní stěně sakristie. Hlavní portál je v barokních kamenných zárubních se zaoblenými rohy, s volutami a zalomenou zástřešní římsou, která má ve vlysu kartuš s monogramem IHS. Postranní portály jsou rovněž v kamenných zárubních, které po stranách tvoří barokní pilastry, nesoucí nadpraží se segmentovým štítem. Vchod do sakristie má jednoduchou, obdélnou, kamennou zárubeň. Kostel osvětluje jedenáct kasulových oken, 3 páry loď, 1 pár kněžiště, kruchtu tři okna, z toho jedno v hlavním průčelí.
Interiér kostela je vzdušný, příjemné dispozice. Předsíní pod věží s rozměry 3,55 × 3,55 metrů velkou, zaklenutou křížovou klenbou se vstoupí 1,90 m širokým otvorem do lodi dlouhé 19,60 m, široké 11,80 m a 12,50 m vysoké. Podélné zdi jsou členěny toskánskými pilastry s římsami, nad kterými se pod klenbou táhnou zesilující pásy. Střed klenby je vyplněn štukovým rámcem. Do lodi zasahuje od věže kruchta na dvou dřevěných, omítnutých sloupech a volutových konzolách. Kouty lodi u věže i u vítězného oblouku jsou zakulacené a rovněž zdobené sdruženými pilastry. Kněžiště široké 8,20 m, dlouhé 7,30 m až k vítěznému oblouku silnému 1,20 m, ukončené mělkým segmentem, po jehož stranách stojí tříčtvrtěsloupy. Jedno pole sklenuto českou plackou. Sakristie za kněžištěm, 4,80 × 4,20 m velká, sklenuta křížovou klenbou bez žeber.
Zařízení většinou rokokové. Hlavní oltář rámový, tabernákl (a snad i rám obrazu) od Karla Devotyho z Hradce Králové z roku 1773, obraz sv. Antonína Poustevníka od Josefa Kramolína. Kazatelna z roku 1778 také od Karla Devotyho. Boční oltář svatého Aloise proti kazatelně rokokový, pocházející z 18. století, přenesen sem z kaple jezuitské koleje v Hradci Králové. V lodi visí dva velmi krásné obrazy: Oběť Abrahamova, druhý, ikonograficky nejasný – žena s chlapečkem a starcem – možná italské malby z doby kolem roku 1700 nebo kopie z 19. století. Křížová cesta z 2. poloviny 19. století.

### Varhany
V kostele se nacházejí dvoumanuálové varhany s mechanickou trakturou a zásuvkovou vzdušnicí z roku 2001 od firmy Kánský–Brachtl, které jsou vestavěny do původní novobarokní skříně z roku 1912 od Antonína Mölzera. Tento nástroj je podle sdělení diecézního organologa prof. Václava Uhlíře velice zajímavý. Jeho dispozice je následující:
| I. manuál C–g3 |                            |     |
| 1.             | Bordun                     | 16′ |
| 2.             | Principal                  | 8′  |
| 3.             | Flauta dulcis              | 8′  |
| 4.             | Gemshorn                   | 8′  |
| 5.             | Octava                     | 4′  |
| 6.             | Flauta minor               | 4′  |
| 7.             | Superoctav                 | 2´  |
| 8.             | Cornet 3x (až od malého g) | .   |
| 9.             | Mixtur 4x                  |     |

| II. manuál C–g3 |                 |       |
| 10.             | Bordun          | 8′    |
| 11.             | Salicional      | 8′    |
| 12.             | Flauta traversa | 4′    |
| 13.             | Nasard          | 2/3′  |
| 14.             | Flauta minor    | 2′    |
| 15.             | Terz            | 13/5′ |
| 16.             | Larigot 2x      |       |
| 17.             | Hoboj           | 8´    |

| Pedál C–f1 |                    |       |
| 18.        | Subbass            | 16′   |
| 19.        | Bordun (transmise) | 16′   |
| 20.        | Octavbas           | 8′    |
| 21.        | Quintbas           | 51/3′ |
| 22.        | Choralbas          | 4′    |
| 23.        | Posaune            | 16′   |

Kromě toho má varhaník k dispozici spojky II/I, I/P, II/P, cymbelstern a žaluzie a tremolo k II. manuálu.

## Fotogalerie

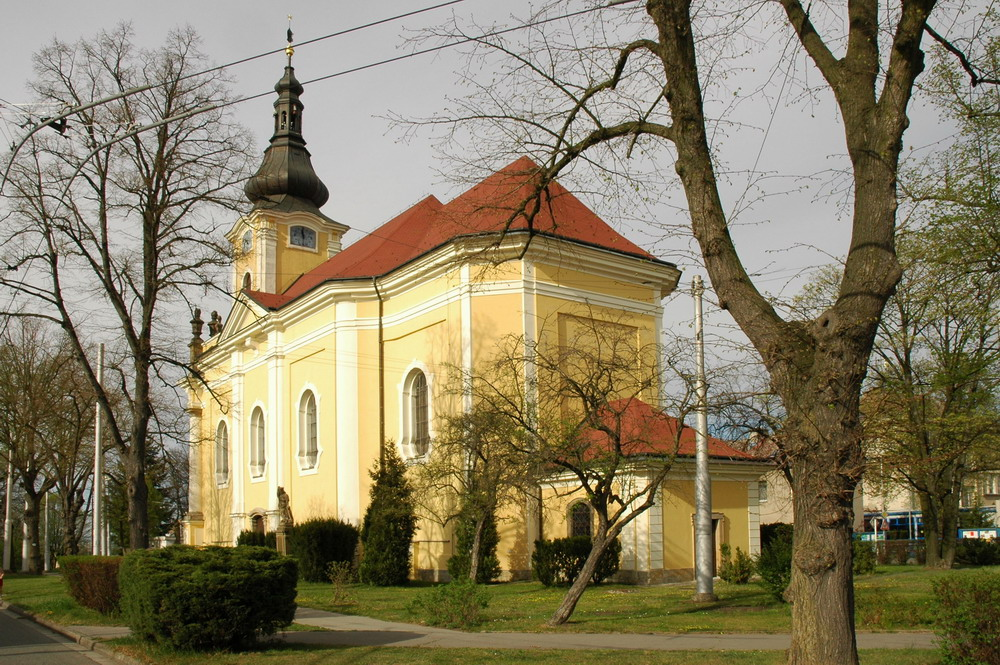
Kostel sv. Antonína Poustevníka od JZ.
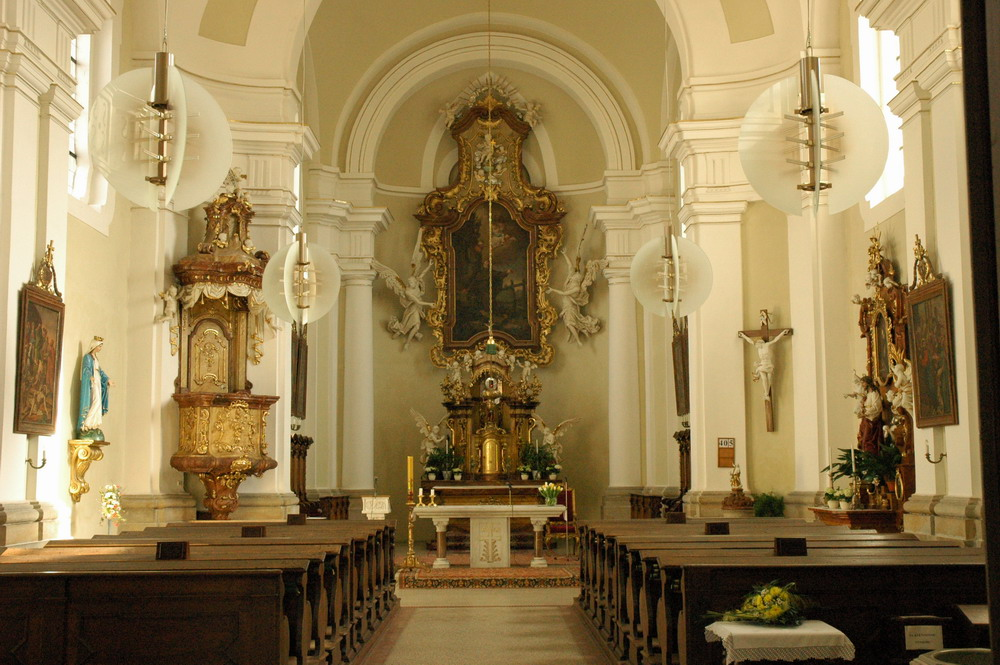
Kostel sv. Antonína Poustevníka; interiér.